# Drzeń
Drzeń [dʐɛɲ] (en alemán: Dryhn) es un poblamiento ubicado en el distrito administrativo de Gmina Sławoborze, dentro del Condado de Świdwin, Voivodato de Pomerania Occidental, en el norte de Polonia occidental. Se encuentra aproximadamente a 6 kilómetros al oeste de Sławoborze, a 17 kilómetros al noroeste de Świdwin, y a 88 kilómetros al noreste de la capital regional Szczecin.